# Leistungserfassung von Pflegeleistungen
Leistungserfassung in der Pflege (LEP)  wurde für die Pflege in den 1980er Jahren am Kantonsspital St. Gallen und dem Universitätsspital Zürich als Methode zur computergestützten statistischen Erfassung und Darstellung pflegerischer Dienstleistungen im stationären und ambulanten Bereich definiert.
Die Methode wird von der aus den ursprünglichen Entwicklergruppen entstandenen LEP AG vertrieben und weiterentwickelt und dient sowohl der Leistungsabrechnung, Qualitätssicherung sowie der Kostentransparenz. Die Methode ist vor allem in der Schweiz verbreitet, wird jedoch auch in Deutschland und Österreich eingesetzt.

## Historie
Das Verfahren der Leistungserfassung in der Pflege ist eine typische Adaption des activity based costing nach dem Vorschlag von Robert S. Kaplan und  W. Bruns in 1987. Eine Erfassung aller Pflegehandlungen zur Begründung späterer Abrechnung war damit weder bei Kaplan noch in der Schweiz vorgesehen. Damit fällt das Verfahren in der anfänglichen Definition in die Kategorie der Modellierungskonzepte für die nachkalkulatorische Kostenrechnung in der Betriebswirtschaft.
Ende der 1980er und Anfang der 1990er Jahre wurden am Kantonsspital St. Gallen und am Universitätsspital Zürich, zuerst unabhängig voneinander, später aber teilweise gemeinsam und in Zusammenarbeit mit dem Interdisziplinären Forschungszentrum für Gesundheit St. Gallen und Wissenschaftlern des Soziologischen Seminars der Universität St. Gallen die Methoden zur Prozesskostenerfassung PAMS (Patienten Aufwand Mess-System) und SEP-USZ (System zur Erfassung des Pflegeaufwandes am Universitätsspital Zürich) entwickelt. Mit diesen Konzepten wurde die Entwicklung zur Informationstechnik und zur Kostenmodellierung in der Produktionstechnik aus Mitte der 80er Jahre nachvollzogen. Eine Modellbildung zur Entwicklung der Leistungsstrukturen war damit noch nicht verbunden.
Neu ist seit ca. 2005 eine Vielfalt von durch Mobilkommunikation gestützten Konzepten der Erfassung aller ambulanten Pflegehandlungen an Pfleglingen / Patienten. Damit wird das activity based costing zur authentischen Kostenerfassung im Sinne eines activity based accounting weitergeführt. Gleichartige Lösungen zur Anwendung in Einrichtungen der Gesundheitswirtschaft sind bisher nur in Anfängen zu erkennen.

## Entwicklung
Ab 1995 schlossen sich die beiden Entwicklergruppen zusammen, die beiden Methoden wurden vereinheitlicht und erhielten die Bezeichnung Leistungserfassung in der Pflege. Ab 1995 wurde die Methode auch außerhalb der beiden Spitäler eingesetzt; 1996 setzten 21 Institutionen LEP ein. Damit die Weiterentwicklung unabhängig von den beiden Ursprungsspitälern möglich war, erfolgte 2000 die Firmengründung der LEP-AG, die Aktiengesellschaft erzielte 2007 einen Umsatz von rund 1,3 Mio. Franken. Hauptaktionärin der LEP AG ist das Kantonsspital St. Gallen.

## Verbreitung
2008 wurde die Methode LEP in  160 Institutionen der deutsch- und französischsprachigen Schweiz, 50 Betrieben in Deutschland und 5 in Österreich eingesetzt.  Neben der LEP Methode für die Pflege wurde ein weiteres Erfassungsmodul für die physiotherapeutische Arbeit entwickelt, weswegen der Name auf LEP Nursing (engl. für Pflege) erweitert wurde.

## Merkmale
Bei LEP handelt es sich um ein Instrument zur Erfassung von Pflegeleistungen mit retrospektivem Fokus für den stationären Akutbereich. Es wird erfasst, was tatsächlich an Leistungen erbracht wurde, also die durchgeführten Aktivitäten der Krankenpflege. Eine prospektive Anwendung wäre theoretisch möglich und geboten.
LEP unterscheidet zwischen Tätigkeiten, welche einzelnen Patienten zugeordnet werden können (direkte Pflegetätigkeiten), und allen anderen Verrichtungen, beispielsweise Stationsunterhalts- oder Managementarbeiten (indirekte Pflegetätigkeiten). Die direkten Pflegetätigkeiten werden anhand einer Liste von 56 Verrichtungen mit jeweils einer bis vier Ausprägungen, die auch als Aufwandstufen bezeichnet werden, von den Pflegenden möglichst fortlaufend elektronisch erfasst. Im LEP-Sprachgebrauch wird bei jeder Ausprägung von einer Variablen gesprochen. Diese werden in die Typen Informationsvariablen und Pflegevariablen unterteilt. Die Variablen beider Typen sind wiederum in Variablengruppen geordnet. Die Gruppeneinteilung dient der geordneten Übersicht der Variablen und unterstützt neben der schnelleren Zuordnung bei der Erfassung eine verdichtete Auswertung der Daten.

### Informationsvariablen
Informationsvariablen dienen der Re-Identifizierung und der wiederholten Beschreibung des Status des Patienten, daher sind ihnen keine Zeitwerte hinterlegt. Die Informationsvariablen unterteilen sich in die Gruppen „Stammdaten“, „Zustandsvariablen“ und „ergänzende Informationen über den Patienten“.
- Die Stammdaten dienen der Identifikation des Patienten, so dass die mit LEP erfassten Leistungen eindeutig den jeweiligen Patienten zugeordnet werden können. Um eine Verknüpfung mit hausinternen Verwaltungssystemen zu ermöglichen, müssen die Inhalte der Stammdaten wie Alter, Geschlecht etc. betriebsspezifisch definiert werden. Stammdaten beinhalten zusätzlich Informationen über die Aufenthaltsart sowie über Aufnahme, Verlegungen und Entlassung.

- Die Zustandsvariablen beschreiben Merkmale über die Situation des Patienten, wie beispielsweise Hör- und/oder Sprachprobleme oder Desorientiertheit, welche von den Pflegenden während der Pflegeanamnese beziehungsweise in der Pflegepraxis erhoben werden. Sie dienen zur Plausibilitätsbeurteilung der erfassten Leistungen und erklären beispielsweise, warum bei einem Patienten ein höherer Aufwand zu Stande kommt.

- Die ergänzenden Informationen über den Patienten beinhalten weitere allgemeine Informationen, die nicht direkt mit Pflegezielen oder -maßnahmen in Verbindung stehen, aber aus betrieblicher Sicht von Interesse sind, wie beispielsweise Reanimation, OP-Tag oder Todesfall. Des Weiteren ermöglichen sie das Beschreiben von Patientenzuständen auf einer Intensivstation, wie beispielsweise Hämodialyse oder Spezial-Monitoring. Eigene betriebsspezifische Variablen können hinzugefügt werden.

### Pflegevariablen
Pro LEP-Variable existiert im Normalfall eine Variablenbezeichnung, eine Beschreibung, Beispiele, eventuelle Bemerkungen und Anleitungen sowie ein Zeitwert. Der Zeitwert wurde mit Pflegeexperten auf Grund von Schätzungen so festgelegt, dass sie jene Zeit abbildet, welche ausgebildete und erfahrene Personen im Durchschnitt für die Erledigung der Tätigkeit in angemessener Qualität benötigen.
Dabei ist die Vorbereitung, Durchführung und Nachbearbeitung respektive Entsorgung des Materials, sowie eine allfällig nötige Kommunikation und die Dokumentation bezüglich der Tätigkeit mit enthalten, sofern sie sich im üblichen Rahmen hält. Neben dem oben beschriebenen Normalfall existieren zusätzlich Informationsvariablen, welche gewisse Patientenzustände dokumentieren; diesen ist jedoch kein Zeitwert hinterlegt – die Informationen sollen lediglich die Interpretation der Auswertungen erleichtern.
Speziell behandelt werden auch jene Tätigkeiten, welche keine Ausprägungen ausweisen, sondern denen ein Basiszeitwert zugewiesen ist. Erfasst wird die tatsächlich verbrauchte Zeit in Einheiten des Basiswertes. Dieser Tätigkeitstyp wurde gewählt bei erfahrungsgemäß äußerst variablem Zeitaufwand oder wenn mehrere Patienten gleichzeitig Empfänger einer einzigen Pflegeleistung sind, beispielsweise bei Beschäftigung und Freizeitaktivität in einer Gruppe.
Die Pflegevariablen sind in vierzehn Gruppen eingeordnet. Da gewisse Verrichtungen respektive Ausprägungen nur in bestimmten Fachbereichen vorkommen, stellt jede Station einen für sie gültigen Variablenkatalog aus der Gesamtliste zusammen. Die indirekten Pflegetätigkeiten werden rein kalkulatorisch ermittelt aus der prozentualen Differenz der Personalzeiten von den direkten Pflegetätigkeiten.
Bei der Weiterentwicklung von LEP soll die Verknüpfung zwischen den Variablen und der International Classification of Nursing Practice (ICNP, dt. Internationale Klassifikation für die Pflegepraxis), einem Klassifikationssystem, das die Referenzterminologie zur Erfassung von Pflegediagnosen (Pflegephänomenen), Pflegemaßnahmen und Pflegeresultaten enthält, gewährleistet werden. Ein Feldversuch im Jahre 2002 hat eine grundlegende Kompatibilität gezeigt. Weiterführende Informationen über den erreichten Stand der Modellbildung, der Arbeitsvorbereitung und der Kosteneffizienz liegen nicht vor.

## Nutzungsformen
LEP dient der Planung, Steuerung und Auswertung pflegerischer Arbeit für die Pflege selber; Schaffung von Transparenz gegenüber nicht pflegerischen Bereichen – innerhalb und außerhalb von Betrieben; Berechnung von Stellenplänen; Schaffung von Kostentransparenz, beispielsweise zur Fallkostenberechnung ähnlich der Diagnosis Related Groups (DRG-diagnosebezogene Fallgruppen) oder als Rechnungsstellungsbasis; Datenbasis für Pflegeforschung.
LEP dient der Standardisierung im Gesundheitssystem und hat maßgeblich die Einführung der Fallpauschale beeinflusst.
Die Leistungserfassung der Pflegeleistungen wird aus mehreren Gründen durchgeführt:
- Kostentransparenz – Im Sinne eines Total Cost-Ansatzes können alle Leistungen patienten- und diagnosegerecht zugeordnet werden.
- Kostenbegründung gegenüber den Kunden (Patienten, vertreten durch die jeweiligen Versicherungsträger).
- Wirtschaftlichkeitsvergleiche von Abteilungen oder Kliniken.
- Qualitätssicherung.
- Risk Management – Ausschluss von Organisationsversagen durch Dokumentation aller Pflegeleistungen.[6]

Dabei werden sämtliche Pflegeleistungen formulargestützt erfasst, wobei die Formulare als Papierunterlagen oder als digitale Pflegedokumentation realisiert sein können.
Kritisch anzumerken ist, dass Gesundheit und Genesung höchst individuelle Aspekte sind. Durch die Erfassung einzelner Leistungen wird die Standardisierung (z. B. für die Dauer einer Pflegeeinheit) begünstigt. Ebenfalls ergeben sich Probleme in der Erfassung spezieller Patientengruppen, beispielsweise an Demenz erkrankten Menschen, deren Pflege sich kaum standardisieren lässt.